# Ungerberg (Šluknovská pahorkatina)
Ungerberg je 538 m vysoký hřbet na území města Neustadt in Sachsen (místní část Rugiswalde) v zemském okrese Saské Švýcarsko-Východní Krušné hory v Sasku.

## Přírodní poměry
Vrch leží v německé části Šluknovské pahorkatiny (Lausitzer Bergland) a její mesogeochoře Západní hornolužická vrchovina (Westliches Oberlausitzer Bergland) a sousedí se Západolužickou pahorkatinou a vrchovinou. Geologické podloží tvoří granodiorit. Na západním úpatí vrchu pramení Schwarzbach. Vrch je zalesněný, převládá monokultura smrku ztepilého (Picea abies).

## Historie
Zájem o Ungerberg se objevil s postupným rozvojem turistiky v nedalekém Saském Švýcarsku. O vrch se již na přelomu 18. a 19. století zajímal neustadtský teolog a vlastivědec Wilhelm Leberecht Götzinger (1758–1818). Stále výše rostoucí stromy blokovaly výhled z vrcholu, proto dal roku 1846 majitel rytířského statku v Langburkersdorfu na vrcholu postavit dřevěnou rozhlednu. Vedle věže otevřel i malé občerstvení. V prosinci 1848 dřevěná rozhledna shořela. Kamenná rozhledna o původní výšce 18 byla postavena roku 1885 a nese označení Prinz-Georg-Turm (Věž prince Jiřího) podle prince Jiřího I. Saského (1832–1904). Významnou měrou se na stavbě kamenné věže podílel neustadtský nakladatel Julius Mißbach (1831–1896). Spolu s kamennou rozhlednou vyrostla na vrcholu také restaurace, která však podlehla roku 1929 požáru. Věž prošla v roce 1973 rekonstrukcí, během které získala nástavbu, se kterou dosahuje výšky přibližně 33 m. Zároveň byla vedle postavena horská chata. Areál rozhledny a chaty získala do svého vlastnictví nadace, která obě stavby v létě 2018 znovu zpřístupnila veřejnosti a vybudovala zde malý výběh pro zvířata. Vedle rozhledny stojí 74,9 m vysoká televizní věž typu FMT 9.

## Výhled
Jižním a západním směrem poskytuje rozhledna dobrý výhled na skalní útvary Saského Švýcarska. Zřetelné jsou Lilienstein, Königstein a Großer Winterberg. Za nimi jsou za dobré viditelnosti vidět Východní Krušné hory. Východním směrem je vyhlídka na Šluknovskou pahorkatinu a Lužické hory a při dobré viditelnosti také Jizerské hory a Krkonoše. Severní výhled nabízí lesní oblast Hohwald s Valtenbergem.

## Turistika
Na vrchol Ungebergu vede větší množství značených turistických tras. Z Neustadtu in Sachsen jsou to modrá, červená a zelená, od Rugiswalde žlutá a zelená, z Dolní Poustevny žlutá, ze Sebnitze modrá a červená, přes Schönbach žlutá a z Krumhermsdorfu zelená.

## Galerie

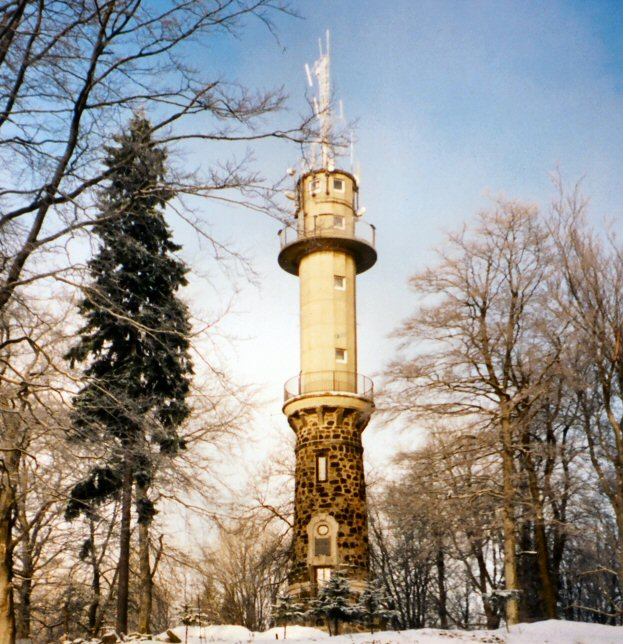
Věž prince Jiřího
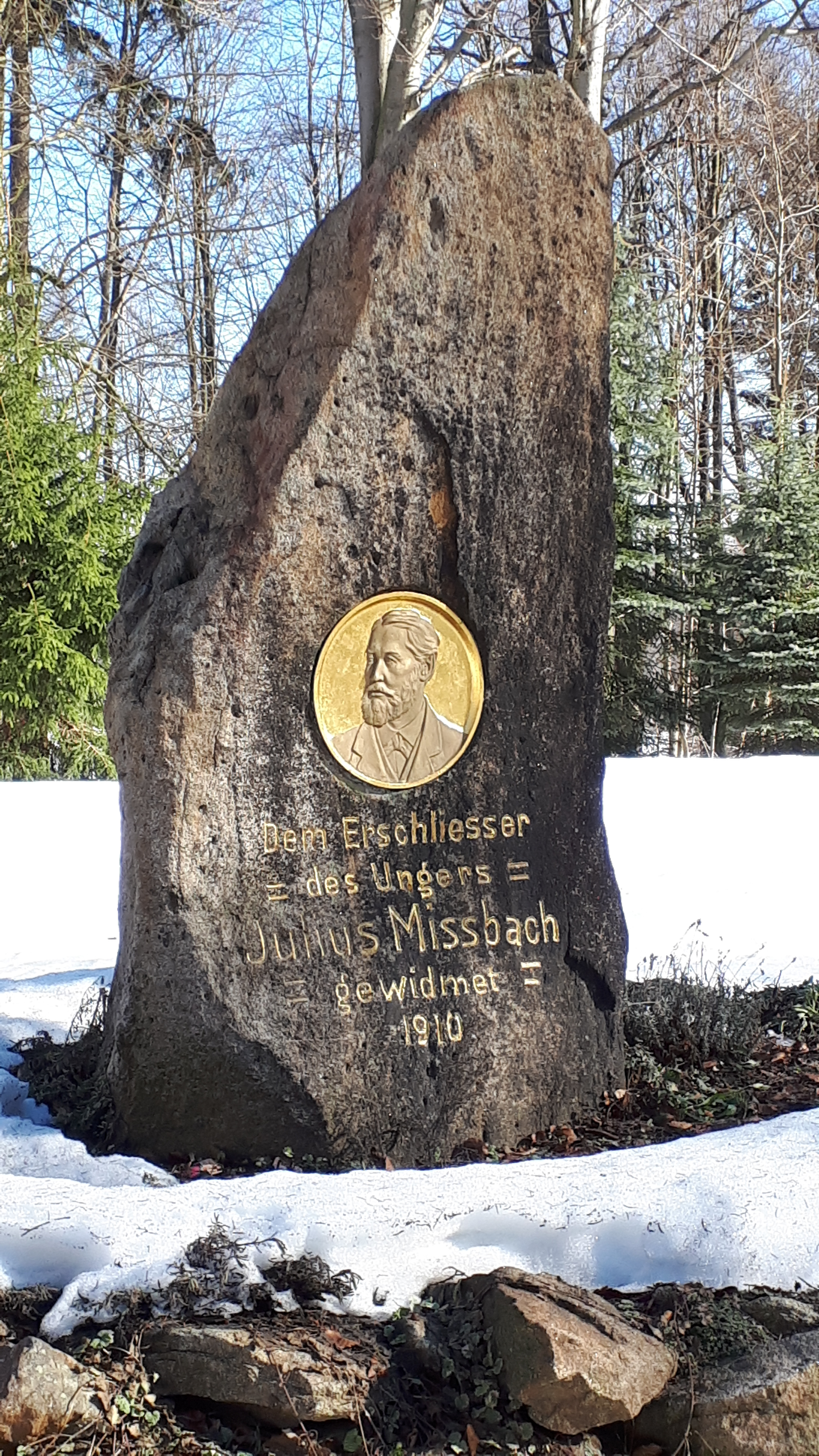
Památník Julia Mißbacha
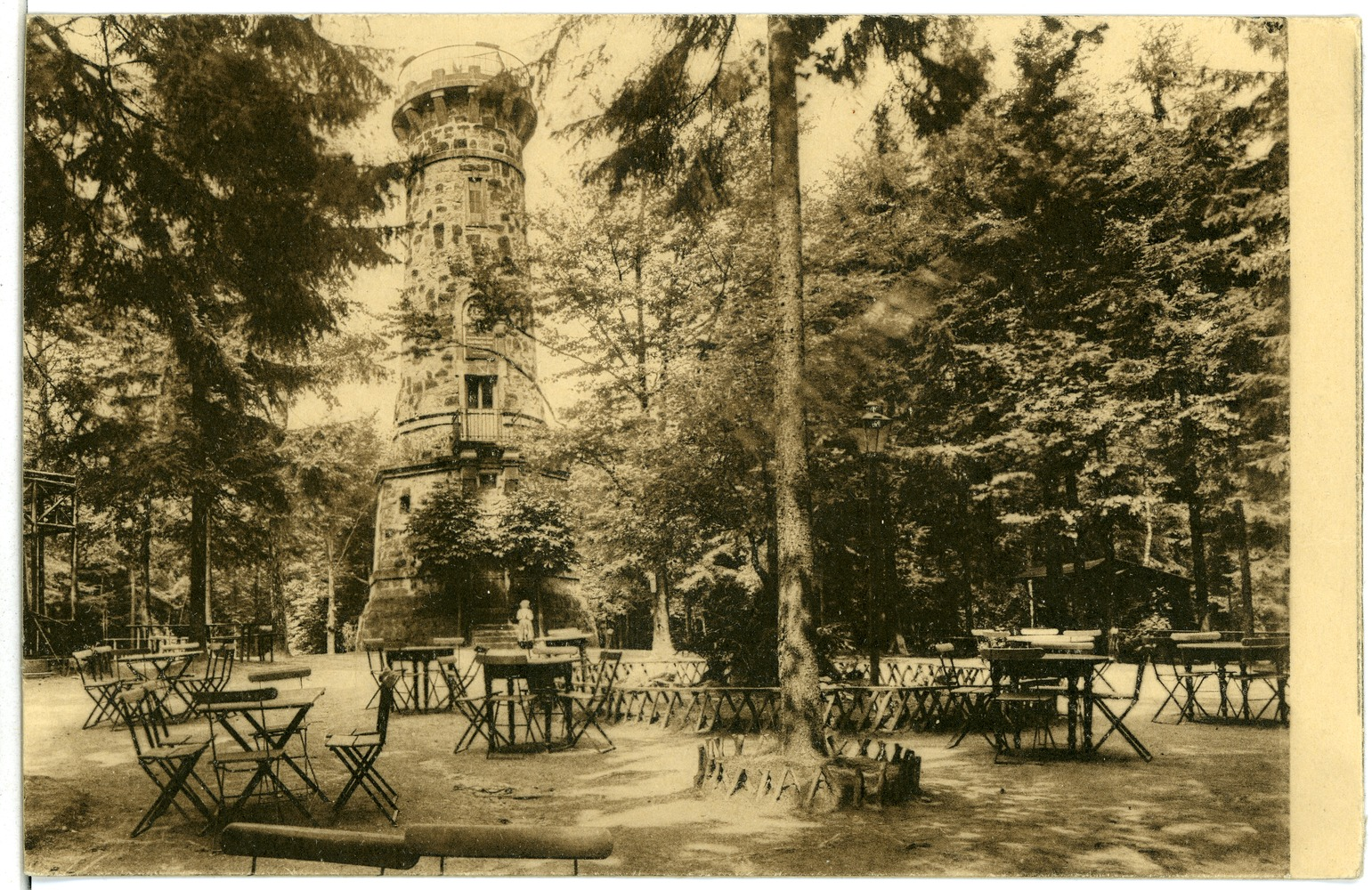
Rozhledna na pohlednici z roku 1903
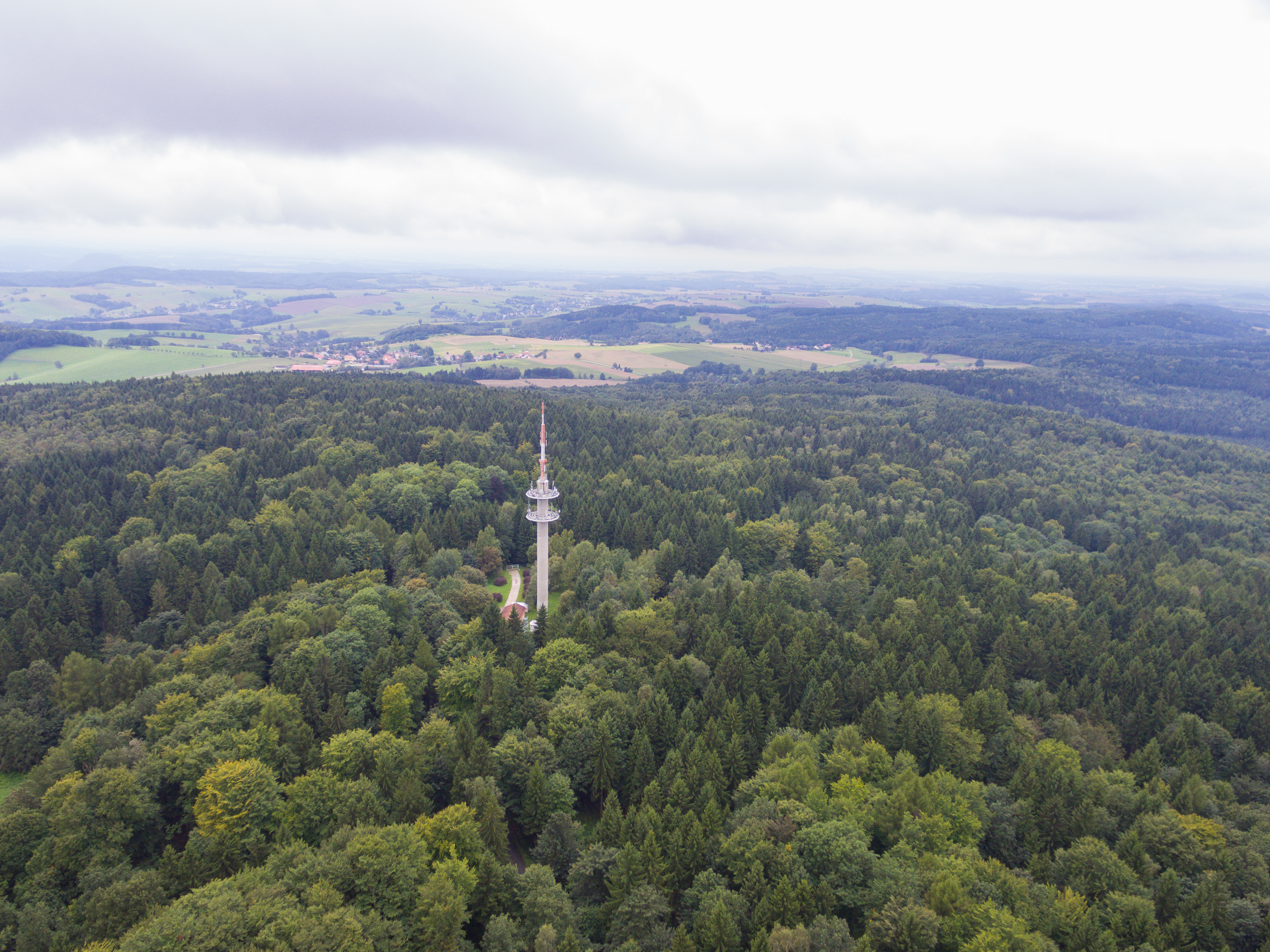
Televizní věž